# Sindukarta
Sindukarta is een bestuurslaag in het regentschap Wonogiri van de provincie Midden-Java, Indonesië. Sindukarta telt 2057 inwoners (volkstelling 2010).